# Taboulé

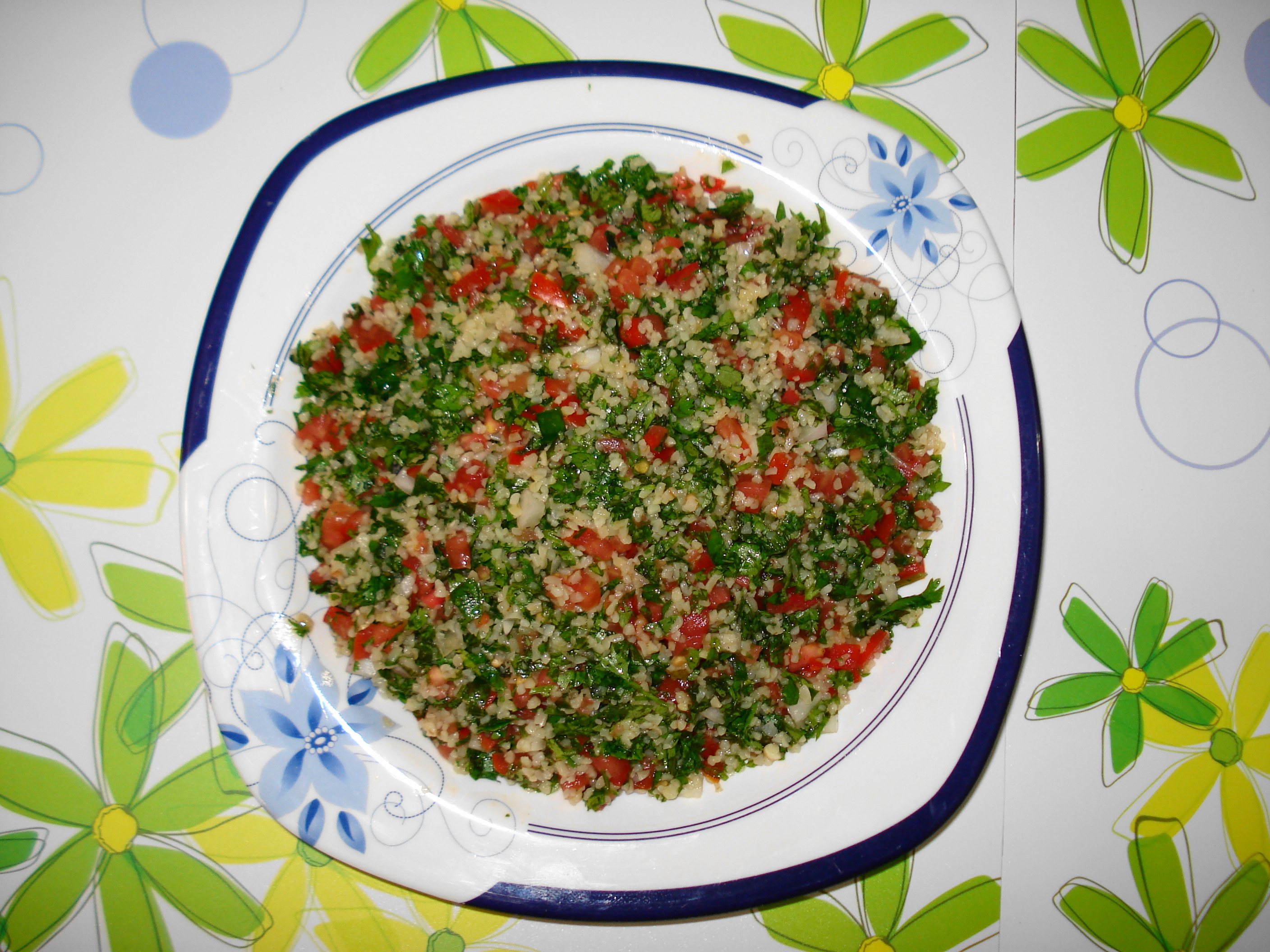
Une assiette de taboulé.

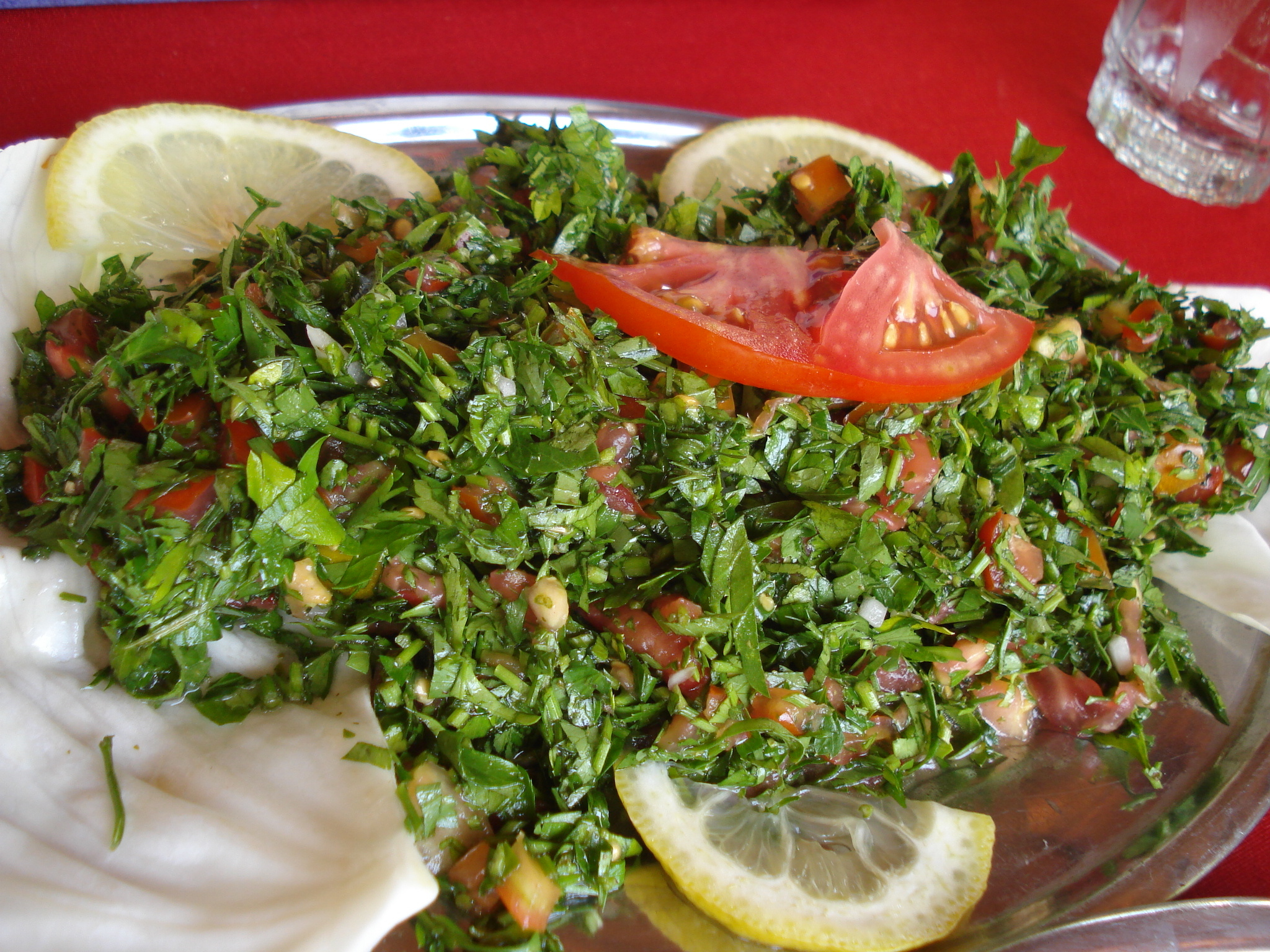
Taboulé libanais.

Le taboulé (arabe : تبّولة (tabbūle)) est une salade ou un mets froid à base de persil, de menthe et de boulghour (blé concassé), issue de la cuisine levantine. Il est le plus souvent servi avec de la laitue romaine, mais peut aussi l'être avec des feuilles de chou blanc ou des feuilles de vigne fraîches.

## Étymologie
(mai 2024).
Si vous disposez d'ouvrages ou d'articles de référence ou si vous connaissez des sites web de qualité traitant du thème abordé ici, merci de compléter l'article en donnant les références utiles à sa vérifiabilité et en les liant à la section « Notes et références ».
L'arabe levantin tabbūle est dérivé du mot arabe tābil, de la racine araméenne t-b-l, qui signifie « assaisonnement, ».

## Historique
Après le mandat de la France au Liban, le taboulé s'est répandu bien au-delà de ses frontières, des frontières syriennes et jordaniennes pour devenir une des salades les plus populaires du Proche-Orient, du monde arabe ainsi qu'à Chypre et dans la cuisine arménienne. Il est un des plats principaux composant le mezzé levantin.
Avant l'introduction de la tomate au Levant, le taboulé était préparé avec beaucoup de persil plat, de menthe fraîche, d'oignons blancs, d'un peu de boulghour brun, de jus de citron et d'huile d'olive avec une pincée de sel.
Jusqu'à ce jour, certaines familles le préparent de cette façon traditionnelle et servent les tomates en dés, à part ou sur le mélange.
La popularité du taboulé est due au fait que ses ingrédients se trouvaient aussi bien dans les potagers et celliers des riches que des pauvres. Il leur permettait ainsi d'avoir leur ration quotidienne de « légumes frais » (élément important des habitudes culinaires méditerranéennes) sans trop de dépenses.

## Variantes

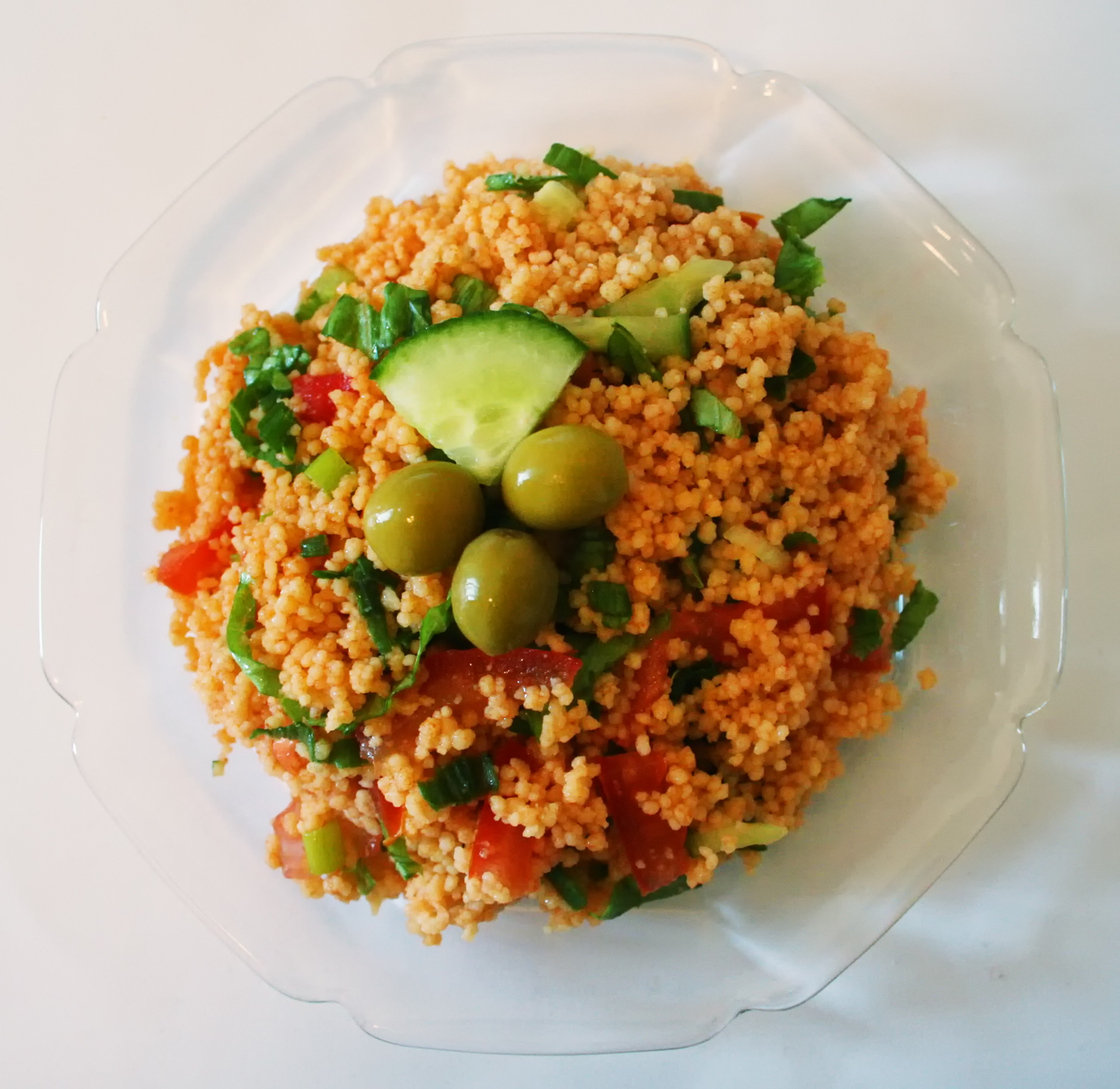
Kısır turc.

Il existe de très nombreuses variantes régionales, voire locales du taboulé, en fonction des épices utilisées et de la prédominance ou non du persil dans les ingrédients.

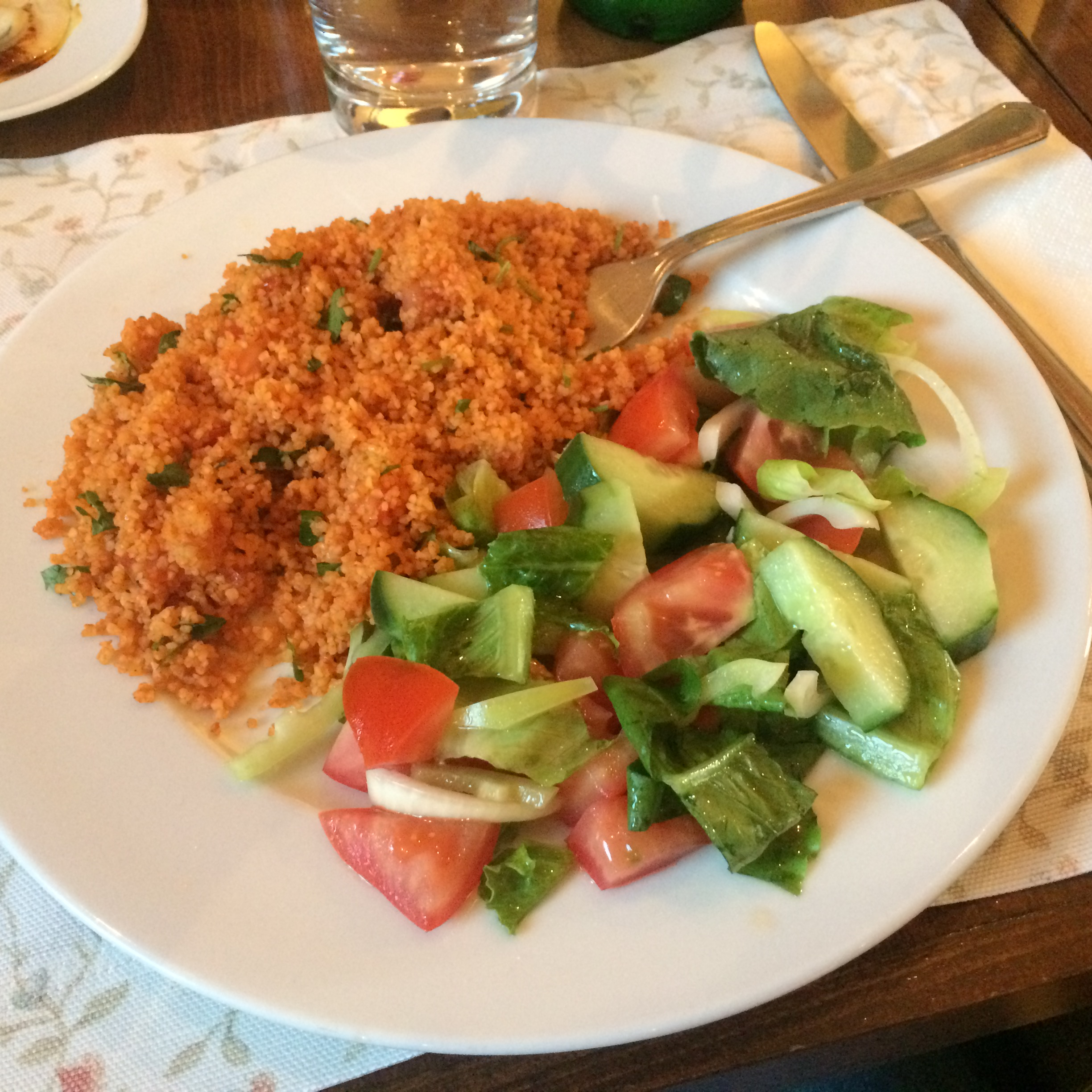
Eetch arménien.

- Recettes à prédominance de persil :
  - le taboulé du Liban[3] et de Syrie[réf. nécessaire] est constitué surtout de persil très citronné, de très peu de boulghour fin et brun (blé complet), de tomates, de menthe fraîche et d'oignons. À certaines occasions peut être servi un taboulé plus suave assaisonné de sumac et de mélasse de grenade plutôt que de citron ;
  - le taboulé arménien est très proche mais incorpore aussi de la laitue ;
  - dans la recette palestinienne, on y ajoute du concombre libanais très finement haché ;
  - suivant les variations nationales, le taboulé est aussi préparé avec plus d'oignons et d'olives ; certains y ajoutent différentes épices dont la cannelle.
- Recettes à prédominance de céréales :
  - le kısır (ou qisir) est la version turque du taboulé, à base de boulghour, persil, ail et concentré de tomates ;
  - le taboulé dit à l'orientale, souvent servi en France, est similaire à certaines recettes du Maghreb dans lesquelles la semoule de blé dur (grain de couscous) remplace le boulghour et devient l'ingrédient de base, à la place du persil qui est relégué à un rang très secondaire[4]. Il est aussi composé de tomates, de jus de citron, d'huile d'olive, de raisins secs et de feuilles de menthe fraîche. Inventé par la grande distribution[réf. nécessaire].